# Ectopatria renalba
Ectopatria renalba là một loài bướm đêm trong họ Noctuidae.